# Louis-David Collenot-d'Angremont
Louis-David Collenot-d'Angremont, también conocido como Dangremont (1748-21 de agosto de 1792), fue un hombre de letras y jefe de la Oficina Militar de las Brigadas de la Guardia Nacional de París, es conocido por haber sido la primera persona ejecutada en la guillotina por sus ideas políticas.

## Orígenes y primeros años
Existen pocos datos acerca de su vida. Natural de Dijon, fue nieto de un carcelero y probable verdugo provincial, aunque también se afirma que perteneció a la nobleza y fue caballero de San Luis. A veces considerado familiar de Calonne, fue en principio profesor de idiomas y tutor de María Antonieta cuando era delfina, siendo posteriormente secretario del rey de Polonia, masón iniciado en 1772, abogado en el Parlamento, presidente del Museo Nacional y Extranjero (rue Mazarine) y, finalmente, agente de emigración. A partir de julio de 1789 ocupó el cargo de jefe de la Oficina Militar de la Guardia Nacional en el Ayuntamiento de París.

## Revolución francesa
Fue acusado de haber liderado una conspiración de agentes contrarrevolucionarios que buscaban evitar la toma de las Tullerías y el derrocamiento de la monarquía el 10 de agosto de 1792. Según Olivier Blanc, él "había constituido verdaderas bandas organizadas de provocadores que se infiltraron en todas las manifestaciones públicas para hacerlos patinar". 
El 1 de septiembre de 1792, en su diario, escrito durante una estancia en Francia, el doctor escocés John Moore lo retrató como el líder de una "gran tropa de unos 1.500 hombres divididos en destacamentos de diez hombres cada uno, encabezados por un capitán y un teniente". 

## Juicio y ejecución
Tras treinta horas de juicio, Dangremont fue condenado a muerte y ejecutado la tarde del 21 de agosto de 1792 en la Place du Carrousel, convirtiéndose en la primera víctima política de la guillotina.
Maton de La Varenne relató su proceso y el de otros dos condenados:

Las primeras víctimas que cayeron bajo el hacha homicida de Pepin y sus infames colegas, fueron Louis-David Collenot-d'Angremont, profesor de idiomas de la reina, cuando era delfina, y luego secretario de la administración de la Guardia Nacional, acusado de haberse alistado para el rey; de la Porte, Consejero de Estado, Intendente de la lista civil, después de haber sido miembro de la Armada: acusado de haber pagado la impresión de folletos escritos a favor del despotismo; Bernabé Durosoi, autor del Catéchisme de l’honneur français, y escritor de una hoja titulada: Le Royalisme, así como la Gazette de Paris, donde nunca dejó de destrozar a los jacobinos. Se le reprochó haber estado en el palacio el día 10, y haber escrito para el antiguo orden.